# Idiocera lindseyi
Idiocera lindseyi là một loài ruồi trong họ Limoniidae. Chúng phân bố ở miền Tân bắc.